# Gringo (Film)
Gringo ist eine US-amerikanische Krimikomödie aus dem Jahr 2018. Regie führte Nash Edgerton, das Drehbuch schrieben Anthony Tambakis und Matthew Stone. In den Hauptrollen sind David Oyelowo, Charlize Theron und Joel Edgerton zu sehen.

## Handlung
Die Vizepräsidenten eines Pharmaunternehmens Richard Rusk und Elaine Markinson, erhalten einen Anruf von ihrem Mitarbeiter Harold Soyinka, der behauptet, er sei in Mexiko entführt worden und die Entführer würden ein Lösegeld von fünf Millionen US-Dollar fordern.
Rückblende: Zwei Tage zuvor erfährt Harold von seinem Steuerberater, dass er pleite ist, und dass die Firma, für die er arbeitet, demnächst mit einer anderen fusionieren wird. Am nächsten Tag fliegen Harold, Elaine und Richard nach Mexiko, wo sie Sanchez, den Leiter der Promethium-Fabrik in Mexiko, treffen. Harold weiß nicht, dass Sanchez das neue Produkt, Marihuana in Pillenform, an ein mexikanisches Drogenkartell verkauft hat. Später am Abend, als die drei zu Abend essen, nimmt Harold heimlich die Gespräche von Richard und Elaine auf und hört, dass er seinen Job verlieren wird. Später erfährt er auch, dass seine Frau eine Affäre hat und die Scheidung will. Sanchez informiert den Kartellboss Villegas darüber, dass Promethium ihnen den Geldhahn zugedreht hat, woraufhin Villegas Sanchez verstümmelt und Harolds Entführung befiehlt.
Richard und Elaine verlassen Mexiko am nächsten Morgen ohne Harold, als dieser scheinbar spurlos verschwunden ist. Harold, der sich in einem Motel versteckt, überredet die Betreiber des Motels, die Brüder Ronaldo und Ernesto, sich als Entführer auszugeben, um Richard anzurufen und ein hohes Lösegeld zu fordern. Richard beauftragt den ehemaligen Söldner Mitch, Harold zu befreien.
Dieser verbringt den Abend in einer Bar, da er glaubt, dass sein Plan gescheitert ist. Zwei Männer kommen in die Bar und entführen Harold, aber während sie ihn zu Villegas bringen wollen, überwältigt Harold sie und lässt das Auto abstürzen.
Am nächsten Morgen wird Harold von den Touristen Sunny und Miles gerettet, von denen letzterer als Drogenkurier arbeitet. Die beiden bringen Harold zurück zum Motel. Ronaldo und Ernesto, die vom Kartell bestochen wurden, versuchen, Harold zu entführen. Mitch kommt jedoch an, besiegt die Brüder und nimmt Harold mit. Er fährt Harold zum Flughafen, um ihn nach Chicago zurückzubringen, aber Harold versucht abzuhauen. Mitch überwältigt Harold und injiziert ihm einen Tracker, damit er jederzeit weiß, wo er sich aufhält. Die beiden hecken einen Plan aus, um Richard zu erpressen. Als Mitch Richard anruft, erzählt dieser ihm, dass die Firma im Falle von Harolds Tod eine große Lebensversicherungssumme kassiert, von der Mitch einen Teil erhalten würde. Mitch willigt widerwillig ein, Harold zu töten.
Harold und Mitch werden von Ronaldo und Ernesto auf der Straße entdeckt. Mitch bereitet sich darauf vor, Harold zu erschießen, kann sich aber nicht dazu durchringen, da er ihn lieb gewonnen hat. Daraufhin werden die beiden von den Brüdern angegriffen, die Harold entführen und zu Villegas bringen. Villegas tötet die Brüder und befiehlt Harold, sich Zugang zu dem Tresor in der Promethium-Fabrik zu verschaffen, um die Marihuanaformel zu stehlen. Als die Polizei dort eintrifft, kommt es zu einer Schießerei.
Während des Kampfes entführt Angel, Harolds mexikanischer Kollege und einer von Villegas’ Männern, Harold und gibt sich als verdeckter DEA-Agent zu erkennen. Harold rettet Angel davor, von einem Kartellmitglied getötet zu werden. Als Harold kurz davor ist, von einem anderen Kartellmitglied hingerichtet zu werden, rettet Mitch ihn, wird aber von einem Kartellmitglied getötet, den wiederum Harold erledigt. Harold bittet Angel um Hilfe, da er nicht weiß, wie er nach Chicago zurückkehren kann. Angel stimmt zu, Harold fälschlicherweise für tot zu erklären und Harold übergibt ihm Firmenakten, die Richard belasten. Villegas, seine Männer und Miles, werden von der mexikanischen Polizei verhaftet. Richard wird von der DEA verhaftet und Elaine, die gegen Richard ausgesagt hat, übernimmt Promethium. Harold, der unter dem Namen Harry Barnes in Mexiko bleibt, eröffnet eine Strandbar.

## Produktion

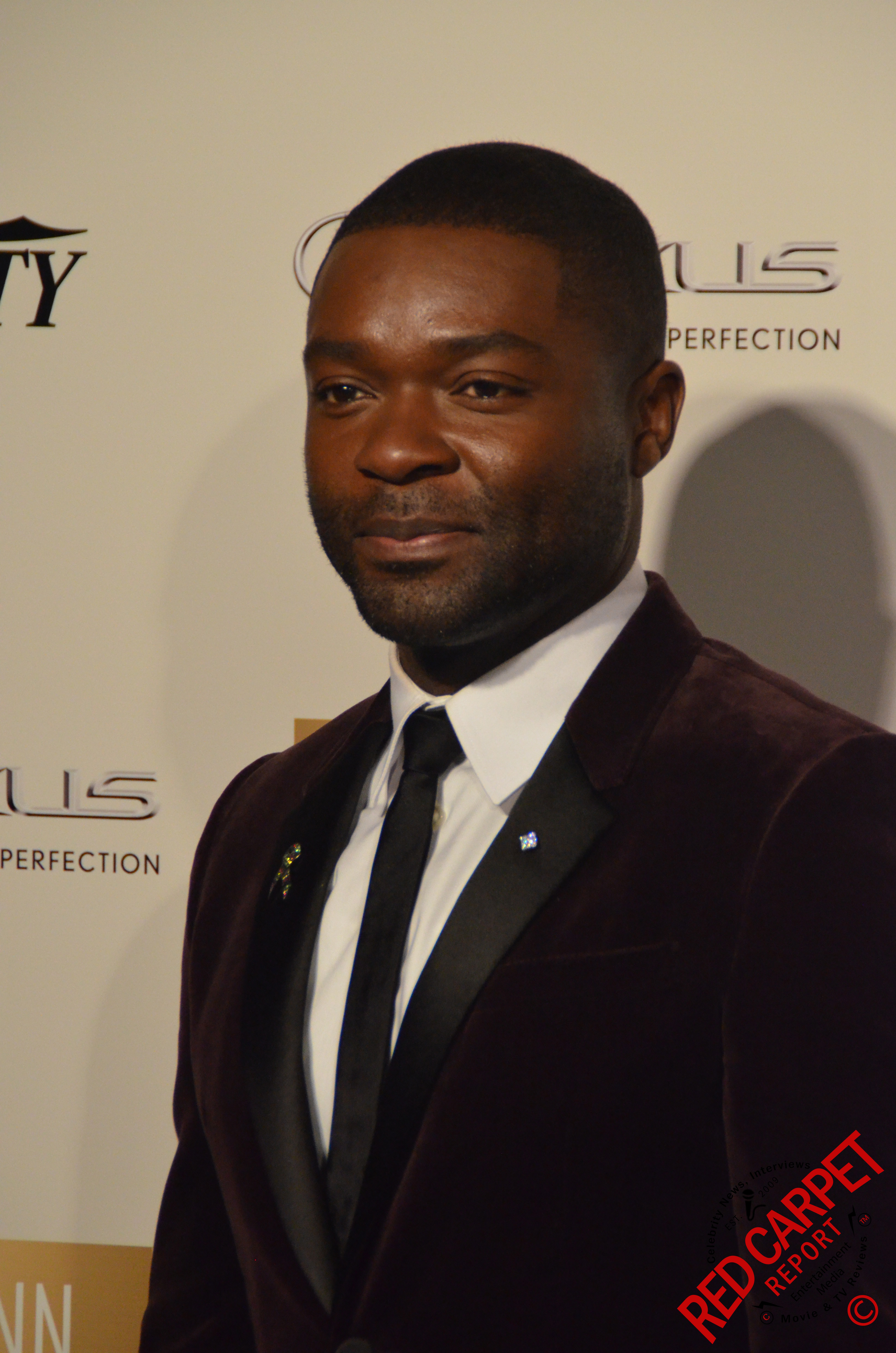
David Oyelowo 2015

Im Mai 2014 stieß Charlize Theron zur Besetzung des Films, der damals noch den Titel American Express trug.
Am 10. Dezember 2015 kamen David Oyelowo, Amanda Seyfried und Joel Edgerton zur Besetzung hinzu. Am 11. Mai 2016 erwarb STX Entertainment die Vertriebsrechte an dem Film.

## Veröffentlichung
Der Film wurde am 9. März 2018 von Amazon Studios und STX veröffentlicht.

## Rezeption
Bei Rotten Tomatoes hat der Film eine Zustimmungsrate von 40 Prozent basierend auf 131 Kritiken und eine durchschnittliche Bewertung von 5.00/10. Auf Metacritic hat der Film eine gewichtete Durchschnittsnote von 46/100, basierend auf 33 Kritiken, was auf „gemischte oder durchschnittliche Kritiken“ hinweist.
Kai Mihm von epd-film.de ist der Ansicht: „…Mit seiner mehrgleisigen Story über schicksalhafte Zufälle, popkulturell versierte Mafiosi und über die Bibel philosophierende Killer kommt Gringo ungefähr 20 Jahre zu spät.“
Von der FSK wurde der Film ab 16 Jahre freigegeben. Zur Begründung heißt es: „Die wendungsreiche Geschichte beginnt zunächst langsam, steigert dann jedoch die Spannung bis zu einigen teils drastischen Gewaltszenen. Zwar sorgt immer wieder der Humor für Entlastung, doch die Häufung von Action, Gewalt und Morden sowie die teils sehr vulgäre Sprache können auf unter 16-Jährige desorientierend wirken. 16-Jährige sind dagegen in der Lage, sich ausreichend von der deutlich fiktionalen und überzeichneten Story zu distanzieren. Auf der Basis ihrer Medienerfahrung können sie die Genreelemente erkennen und das Geschehen in diesem Kontext reflektieren“.